# Your Happy High
Your Happy High es una colección de arte virtual en forma de NFTs, sobre un tema siempre muy controvertido, las drogas; con un total de 200,000 artículos o NFTs. La colección nace a finales del 2021 y en la actualidad cuenta con más de 500 propietarios. La red que utiliza es Ethereum y sus ventas se realizan a través de la plataforma Opensea. Your Happy High además utiliza Polygon, una subred de Ethereum donde se permiten transacciones sin gastos por tasas. Actualmente se encuentra en un momento de crecimiento y desarrollo, en pocos meses se espera que lancen alguna utilidad, lo que permitirá a los propietarios interactuar entre sí. Se espera que este nuevo proyecto sea un juego de rol play con algunas utilidades llamadas play-to-earn (Juega para ganar).

## Historia, creadores y equipo
Your Happy High nace en diciembre de 2021 de la mano de creadores españoles, formados por un equipo donde se combinan diferentes áreas como la informática, el marketing o el desarrollo gráfico. Rápidamente, el equipo ha crecido y hoy cuenta con más de 20 cuentas asociadas, colaboraciones o sorteo, que hacen que este nuevo proyecto gane popularidad día tras día.

## Coleccionables y NFTs
Las drogas, por lo general, son un tema tabú en nuestra sociedad, un tema que Your Happy High utiliza como eje central en su temática. Sobrio y sencillo, un tanto infantil y un tanto realista al mismo tiempo, el estilo y temática de los NFTs de esta colección es idóneo para todos los amantes de este oscuro y poco conocido mundo. Los coleccionables de esta serie muestran la realidad del mundo de las drogas; se espera que existan algunos que se alejen un poco más de esta idea y se acerquen a un estilo más artístico y alejado de la temática de las drogas.

## Proyectos futuros
A pesar de la controversia que se genera en el mundo de los NFTs, donde muchos creen que se trata de una mera burbuja; otros, sin embargo, piensan que será una revolución en un futuro, es por ello por lo que, desde Your Happy High, apuestan por construir un Juego de tipo role play, posiblemente con un escenario donde existan diferentes utilidades y opciones del tipo Jugar para ganar (Play to earn). También se esperan actualizaciones en un futuro.